# Новинка (Фралёвское сельское поселение)
Новинка (карел. Novin’ka) — деревня в Бежецком районе Тверской области. Входит в состав Фралёвского сельского поселения.

## География
Находится в восточной части Тверской области на расстоянии приблизительно 2 км по прямой на запад от районного центра города Бежецк.

## История
Деревня была отмечена еще на карте конца XVIII века. В 1978 году здесь было отмечено 18 дворов.

## Население
Численность населения: 16 (русские 100 %) в 2002 году, 16 в 2010.